# چیزداگ
چیزداگ یک نوع هات‌داگ است که بر رویش یا درونش پنیر یا پنیر پرورده ریخته شده باشد.
به‌طور سنتی از نان کماج هات‌داگ برای این ساندویچ استفاده می‌شود هر چند گاهی از ورقه‌های نان تست یا حتی نان معمولی استفاده می‌کنند.
در ایالات متحده آمریکا، پنیرهایی چون چدار یا آمریکایی به صورت ورقه ورقه یا رنده شده مورد استفاده قرار می‌گیرد که معمولاً بر روی هات‌داگ ذوب می‌شود.